# FK Radnik Bijeljina
FK Radnik Bijeljina (Servisch: ФК Радник Бијељина) is een voetbalclub uit Bijeljina (Bosnië en Herzegovina).
De club werd in 1945 opgericht en moest niet lang wachten op zijn eerste trofee. In 1948 werd Radnik kampioen van het district Tuzla en versloeg Sloboda Tuzla in de finale, een jaar later speelde de club in de 1/16de finales van de Beker van Joegoslavië. In 1957 speelde de club in de Novi Sad/Srem-zone. In 1972 werd de club kampioen van (toen nog deelrepubliek) Bosnië en Herzegovina en speelde een play-off tegen Sloga Vukovar voor een plaats in de tweede klasse van Joegoslavië, Radnik won met 4-0 en 8-0 en promoveerde.
In 1987 won het juniorteam de beker van Bosnië en Herzegovina. Na de onafhankelijkheid van Bosnië en Herzegovina speelde de club in de liga van de Servische Republiek, deze was voor de Servische clubs uit Bosnië en Herzegovina die niet tot de competitie van Bosnië en Herzegovina toegelaten werden. Die competitie was niet officieel en de kampioen kon dus ook geen Europees voetbal spelen. Tussen 1995 en 1997 heette de club FK Panteri Bijeljina. In 1999 werd de club kampioen. In 2003 werd de competitie van Bosnië en Herzegovina toegankelijk voor alle clubs uit de liga van de Servische Republiek, een tweede klasse. Radnik won die in 2005 en promoveerde zo naar de hoogste klasse.

## Erelijst
Bosnische voetbalbeker
Winnaar in 2016
Liga Servische Republiek
Kampioen in 1999, 2005, 2012
Beker Servische Republiek
Winnaar in 2001

## FK Radnik in Europa
- 1Q = 1e kwalificatieronde, T/U = Thuis/Uit, W = Wedstrijd, PUC = punten UEFA coëfficiënten.

Uitslagen vanuit gezichtspunt FK Radnik
| Seizoen | Competitie    | Ronde | Land               | Club               | Totaalscore  | 1e W    | 2e W       | PUC |
| ------- | ------------- | ----- | ------------------ | ------------------ | ------------ | ------- | ---------- | --- |
| 2016/17 | Europa League | 1Q    | Vlag van Bulgarije | Beroe Stara Zagora | 0-2          | 0-0 (U) | 0-2 (T)    | 0.5 |
| 2019/20 | Europa League | 1Q    | Vlag van Slowakije | FC Spartak Trnava  | 2-2 (2-3 ns) | 2-0 (T) | 0-2 nv (U) | 1.0 |

Totaal aantal punten voor UEFA coëfficiënten: 1.5
Zie ook
- Deelnemers UEFA-toernooien Bosnië en Herzegovina
- Ranglijst van alle clubs die in de diverse Europa Cups zijn uitgekomen